# Juan Pablo Alavés Pardo
Juan Pablo Alavés Pardo (Jaca, c. 1646 - Villamayor de Gállego, c. 1710). Señor de San Clemente en el valle de la Garcipollera, asistió a las Cortes del Reino de Aragón celebradas en Calatayud en 1677, por el brazo de infanzones.

## Biografía
Hijo de Jerónimo Alavés Lasala, señor de San Clemente y María Pardo Lanuza. Noble por sus cuatro costados; los Alavés era un linaje infanzón originario de Jaca que poseía el señorío de San Clemente; los Pardo poseían casal infanzón en Tramacastilla de Tena; por el linaje Lasala descendía del mercader Juan de Lasala Santa Fe y era pariente de los señores de Somanés; y su rama de los Lanuza, del valle de Tena, proporcionó varios Justicias al reino de Aragón.  
En 1671 Juan Pablo se trasladó a vivir a Villamayor de Gállego por su matrimonio con Ana Lisón Arilla.Un enlace concertado sin duda por su padre Jerónimo, militar de gran influencia, puesto que Ana era pariente de Alberto de Arañón Pertusa,también militar y compañero de Jerónimo. El mismo Alberto y su esposa Lucía Antón (suegros del primer conde de La Rosa), fueron los padrinos de dicha unión.
En 1677 fue convocado por el rey Carlos II para asistir, por el brazo de caballeros infanzones, a las Cortes que se iban a celebrar en Calatayud, y que finalmente se clausuraron al año siguiente en Zaragoza. Por la ciudad de Jaca tan solo asistieron miembros de cuatro familias: los Borruel, Mur, Arripas y por la familia Alavés, Juan Pablo y su hermano Félix.

## Matrimonios e hijos
De su matrimonio con Ana Lisón nacieron en Villamayor los siguientes hijos:
- María Alavés Lisón, nacida en 1671 y casada en 1688 con Pedro de Casvas.[7]Aportó al matrimonio varias propiedades rústicas y legados píos de familiares de la ciudad de Jaca;

- Ana Alabés Lisón. Contrajo matrimonio en 1696 con José Alcrudo;[8]

- Raimundo Alavés Lisón. Nació en Villamayor el 31 de agosto de 1688. El 12 de junio de 1736 se expidió Real provisión Ejecutoria de infanzonía a su favor.[9]Contrajo matrimonio el 11 de junio de 1713 con Josefa Tomás Luesia,[10]con quien tuvo cinco hijos: Francisco José, Raimundo Matías (que ganaron Ejecutoria de infanzonía el 9 de abril de 1767),[11]Gregorio, Josepha y Gregoria Alavés Tomás, que se estableció en Perdiguera al contraer matrimonio en 1754 con Matías Arruga,[12]alcalde de dicha población,[13]donde nació su primogénita Manuela Arruga Alavés el 25 de diciembre de 1755.[14]